# 細身頜吻鰻
細身頜吻鰻（學名：Gnathophis leptosomatus），是輻鰭魚綱鰻形目康吉鳗科頜吻鰻屬的其中一種，由Christine Karrer在1983年描述，分布於西印度洋馬達加斯加西北部外海海域，深度420至428公尺，為底棲性魚類，生活習性不明。